# Baldwin (Fahrzeugmarke)

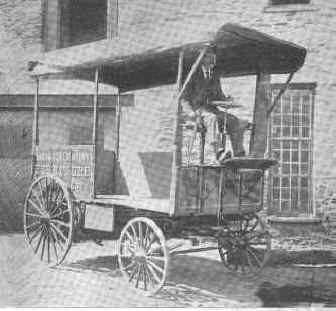
Baldwin Lieferwagen von 1896

Baldwin war eine US-amerikanische Fahrzeugmarke.

## Markengeschichte
L. F. N. Baldwin entwarf 1896 einen Dampfwagen. Die Produktion fand bei Cruickshank Steam Engine Works in Providence in Rhode Island statt. Käufer war das örtliche Warenhaus Shepard & Company. Der Markenname lautete Baldwin, evtl. mit dem Zusatz Steam. 1898 begann er mit einem zweiten Fahrzeug, das er 1899 fertigstellte. Ebenfalls 1899 gründete er die Baldwin Automobile Company in Providence. Horacio Fraser war der Präsident der Gesellschaft und Chester Campbell sein Sekretär. Mitte 1900 änderte sich die Firmierung in Baldwin Automobile Manufacturing Company und 1901 erneut in Baldwin Motor Wagon Company. 1901 endete die Produktion. Es ist nicht bekannt, ob mehr als die zwei genannten Fahrzeuge entstanden.
Baldwin gründete daraufhin die Baldwin Automobile Manufacturing Company in Connellsville in Pennsylvania.

## Fahrzeuge
Bei den Fahrzeugen handelte es sich um Dampfwagen. Das erste war ein Lieferwagen.
Das zweite Fahrzeug hatte einen Zweizylinder-Dampfmotor. Die Motorleistung wurde mittels einer Kette auf die Hinterachse übertragen. Die offene Karosserie bot Platz für vier Personen. Die Höchstgeschwindigkeit soll 40 km/h betragen haben.